# 東京クレーン学校
東京クレーン学校（とうきょうクレーンがっこう）は、東京都葛飾区にある資格学校。
東京労働局長登録教習機関である。

## 概要

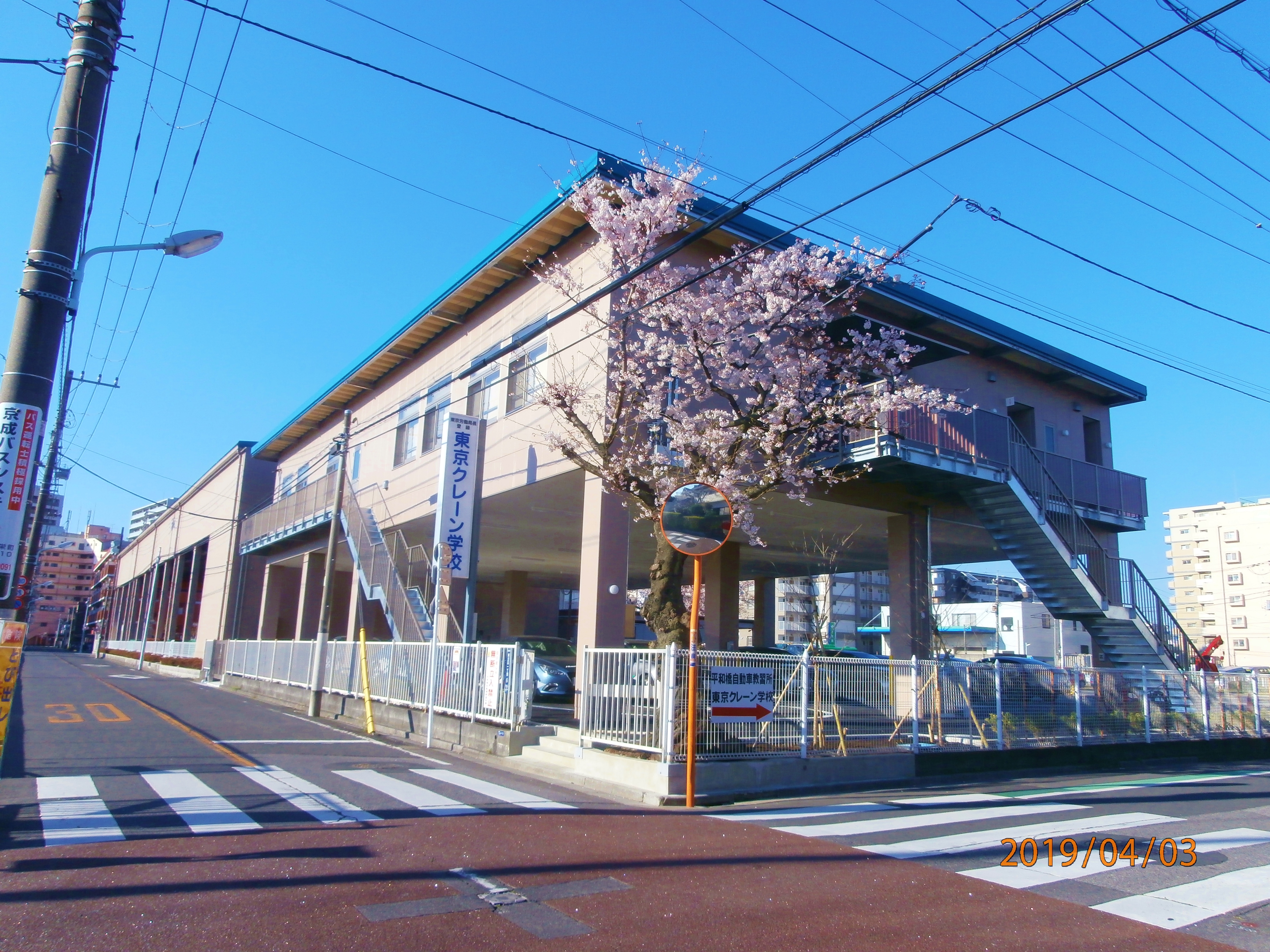
東京クレーン学校　外観

1980年に株式会社シグマ・東京クレーン学校は設立された。
平和橋自動車教習所とは姉妹校となる。

## 実施種目

### 免許教習
- クレーン・デリック運転士免許教習
- 移動式クレーン運転士免許教習

### 技能講習
- フォークリフト運転技能講習
- 小型移動式クレーン運転技能講習
- 玉掛け技能講習
- 床上操作式クレーン運転技能講習
- 高所作業車運転技能講習

### 特別教育
- フルハーネス特別教育
- 高所作業車運転特別教育
- 小型車両系建設機械運転特別教育（整地等）
- 小型車両系建設機械運転特別教育（解体）
- テールゲートリフター特別教育